# Winfried Fluck

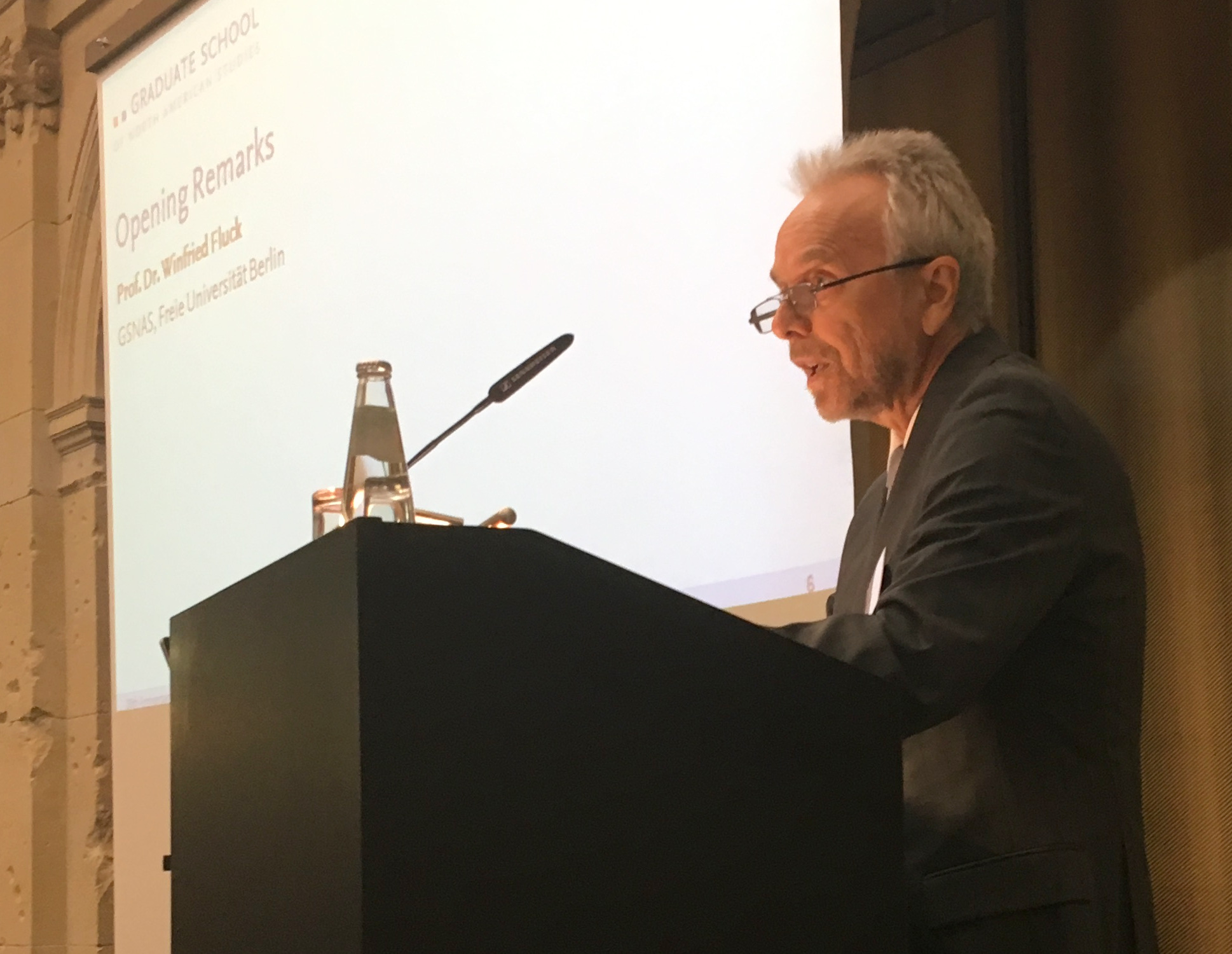
Winfried Fluck, 2017

Winfried Fluck (* 2. April 1944 in Blumenfeld) ist ein deutscher Amerikanist und emeritierter Professor an der Freien Universität Berlin.

## Leben und Wirken
Fluck studierte von 1963 bis 1970 Anglistik, Amerikanistik und Germanistik an der Freien Universität Berlin, der Harvard University und der University of California, Berkeley. Im Jahr 1972 promovierte er an der Freien Universität Berlin zum Thema Ästhetisches Vorverständnis und Methode. Eine Untersuchung am Beispiel der amerikanischen Huck Finn-Kritik. 1983 folgte seine Habilitation, ebenfalls an der Freien Universität Berlin. Nach Stationen an der Harvard University und Yale University war Winfried Fluck zunächst Professor für englische und amerikanische Literaturgeschichte an der Universität Konstanz und ist seit 1989 Professor für amerikanische Kultur an der Freien Universität Berlin. Er war u. a. Gastprofessor in Princeton and an der Universidad Autonoma in Barcelona, Research Fellow am National Humanities Center, Chapel Hill, USA, dem Advanced Study Center der Rockefeller Foundation in Bellagio und dem Internationalen Forschungszentrum Kulturwissenschaften in Wien. Von 1997 bis 2001 war er Sprecher des Graduiertenkollegs Die USA und das Problem der Demokratie und von 2005 bis 2008 Sprecher des Fachkollegiums Literatur-, Theater- und Medienwissenschaft der Deutschen Forschungsgemeinschaft. Seit 2006 ist er gemeinsam mit Ulla Haselstein Sprecher der Graduate School for North American Studies, die durch die Exzellenzinitiative des Bundes und der Länder gefördert wird, und leitet zusammen mit Donald E. Pease das Dartmouth Institute The Futures of American Studies am Dartmouth College, USA.
Seit 2012 ist er Mitglied in der Academia Europaea.

## Publikationen
- Ästhetische Theorie und literaturwissenschaftliche Methode. Eine Untersuchung ihres Zusammenhangs am Beispiel der amerikanischen Huck Finn-Kritik. Metzler, Stuttgart 1975
- Populäre Kultur. Metzler, Stuttgart 1979
- Theorien amerikanischer Literatur. Universitätsverlag Konstanz, 1987
- Inszenierte Wirklichkeit. Der amerikanische Realismus 1865 - 1900. Fink, München 1992
- Das kulturelle Imaginäre. Funktionsgeschichte des amerikanischen Romans 1790 - 1900. Suhrkamp, Frankfurt 1997
- Wie viel Ungleichheit verträgt die Demokratie? Armut und Reichtum in den USA. Hgg. W. Fluck und Welf Werner. Campus, Frankfurt 2003
- Transnational American Studies. REAL - Yearbook of Research in English and American Literature, 23, 2007. Hgg. W, Fluck, Stefan L. Brandt, Ingrid Thaler
- Kapitel D, II: "Kultur", in Peter Lösche, Hg.: Länderbericht USA. Bundeszentrale für politische Bildung, BpB, 5. neu bearb. Aufl. Bonn 2008, S. 712–812, Bibliographie
- Romance with America? Essays on Culture, Literature, and American Studies. Universitätsverlag Winter, Heidelberg 2009